# Psophodes cristatus
Psophodes cristatus е вид птица от семейство Cinclosomatidae.

## Разпространение
Видът е разпространен в Австралия.